# Filmåret 1894

## Födda
- 14 januari – Erik Bergman, svensk skådespelare.
- 27 februari – Carl-Gunnar Wingård, svensk skådespelare och sångare.
- 5 maj – Artur Rolén, svensk skådespelare, sångare och revyartist.
- 6 maj – Eric Laurent, svensk skådespelare och sångare.
- 14 juni – Torsten Lundqvist, svensk manusförfattare och regissör.
- 19 juli – Siegfried Fischer, svensk skådespelare, teaterledare, manusförfattare och författare.
- 25 juli – Gösta Lycke, svensk skådespelare.
- 6 augusti – Rolf Christensen, norsk skådespelare.
- 23 augusti – Robert Ryberg, svensk skådespelare och teaterdirektör.
- 4 september – Orane Demazis, fransk skådespelerska
- 9 september – Arthur Freed, amerikansk textförfattare och filmproducent.
- 15 september – Jean Renoir, fransk filmregissör.
- 25 september – Lars Egge, svensk operettsångare, skådespelare och teaterchef.
- 20 oktober – Olive Thomas, amerikansk skådespelare.
- 27 oktober – Agda Helin, svensk skådespelare och sångerska.
- 16 november – Mabel Normand, amerikansk skådespelare.
- 8 december – Eva Alw, svensk skådespelare.
- 28 december – Gustaf Lövås, svensk skådespelare.

## Årets filmer
- Carmencita[1]

### Fotnoter
1. ↑  IMDB, läst 1 mars 2012